# تپه‌های شکلاتی

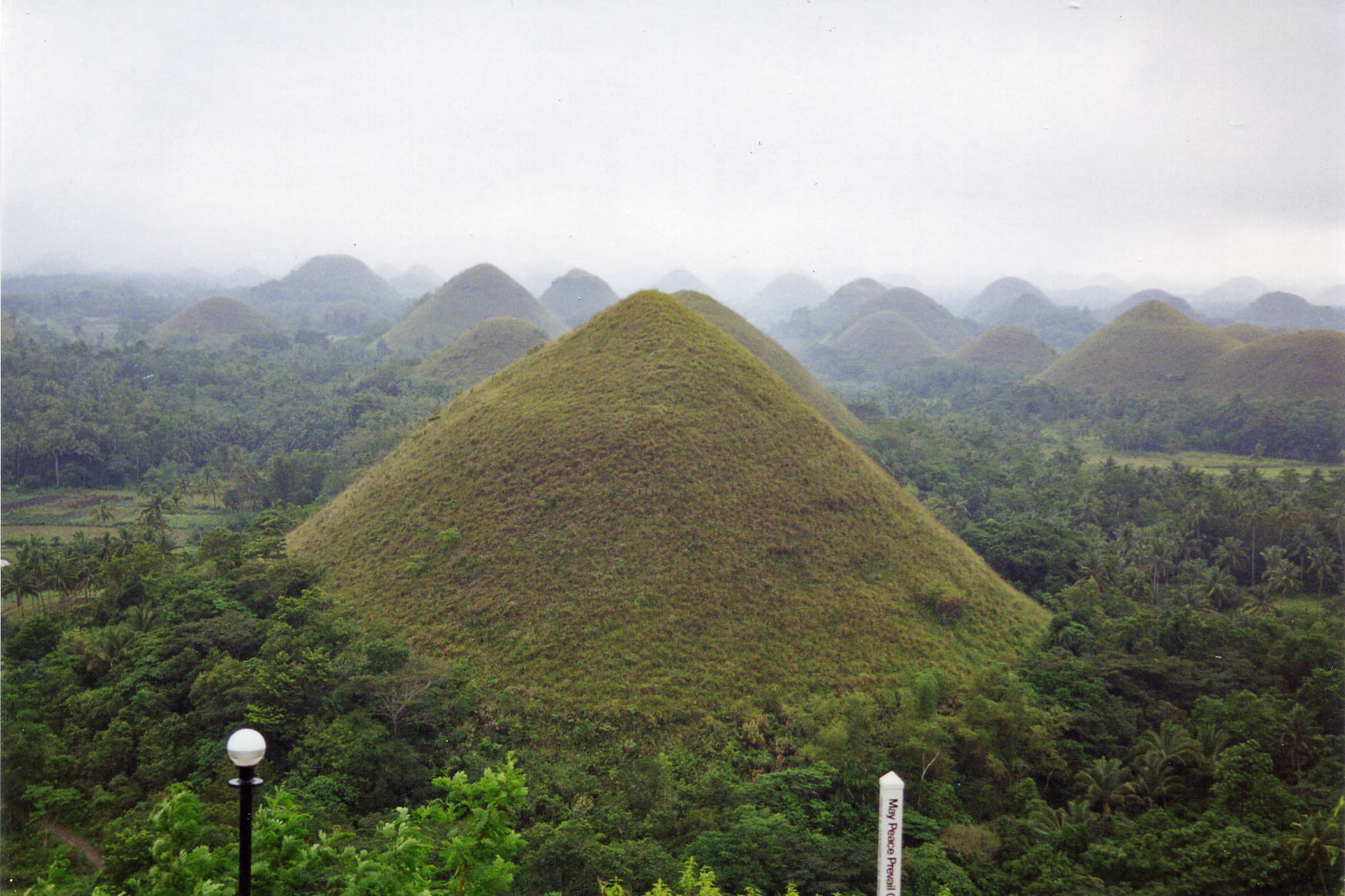
نمایی از تپه‌های شکلاتی

تپه‌های شکلاتی عنوانی است برای مجموعه تپه‌های متحدالشکلی که در جزیره بُهُل در کشور فیلیپین قرار دارند. ویژگی این تپه‌ها داشتن اشکال غیرمعمول به صورت مخروطهای همسان و مرتفع است. تعداد این تپه‌ها بالغ بر ۱۶۶۰ عدد است که در مرکز جزیره/استان بهل قرار گرفته‌اند. تپه‌های شکلاتی پوشیده از درختان و گیاهانی هستند که در فصل‌های کم باران سال رنگ آن‌ها به قهوه‌ای متمایل می‌شود و علت نامگذاری آن‌ها هم همین رنگ قهوه‌ای است.
تپه‌های شکلاتی از جاذبه‌های گردشگری پرطرفدار فیلیپین به حساب می‌آیند و در فهرست آثار طبیعی ملی اصلی این کشور به حساب می‌آیند. دولت این کشور در صدد است تپه‌های شکلاتی را در فهرست میراث جهانی طبیعی یونسکو ثبت نماید.

## نگارخانه

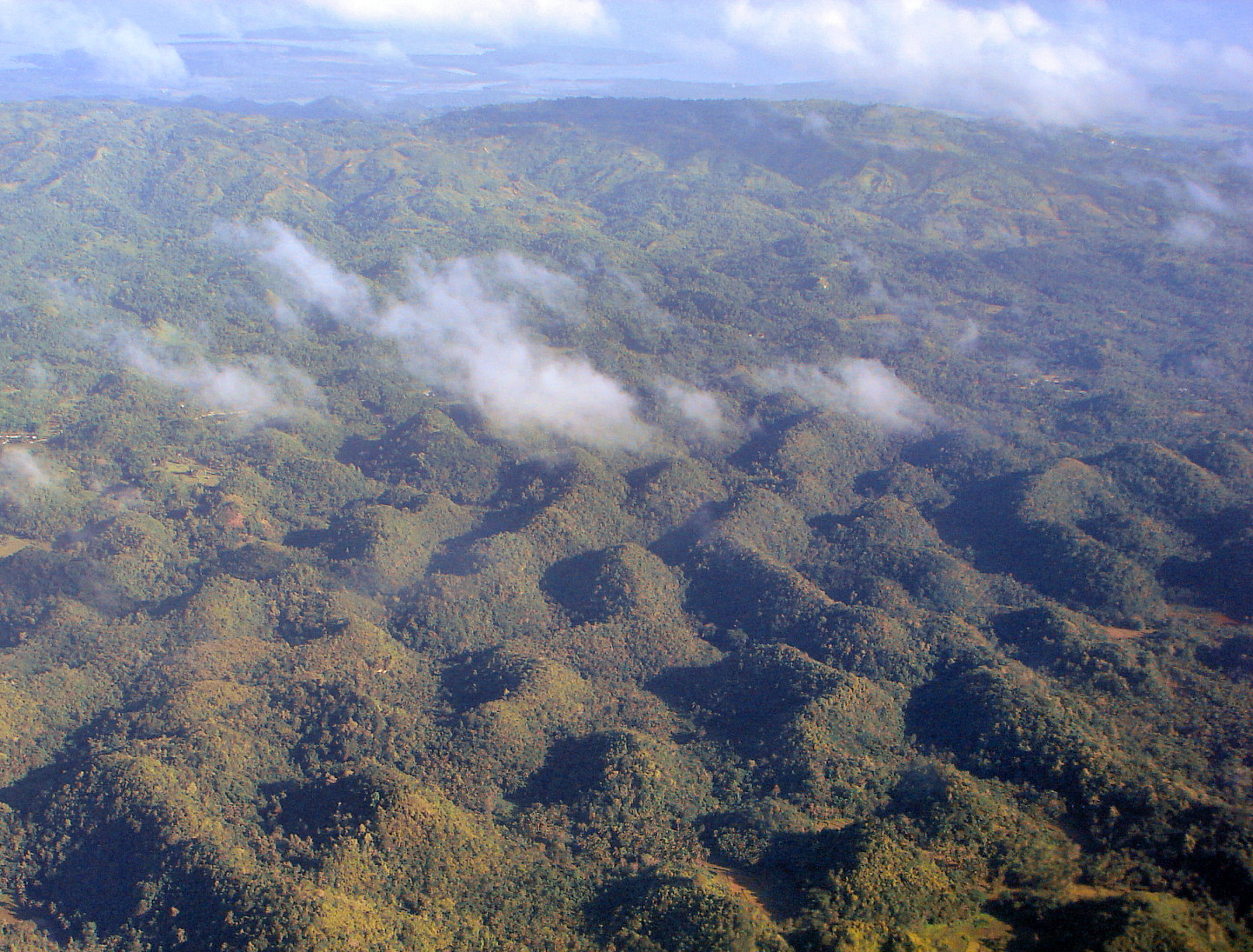
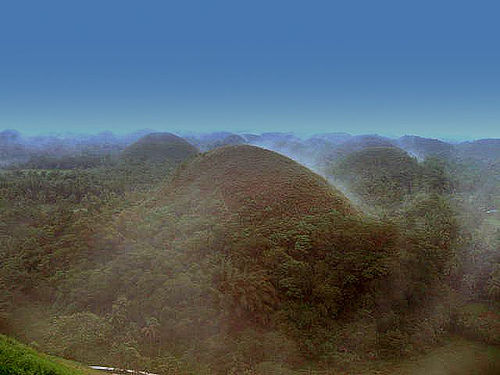
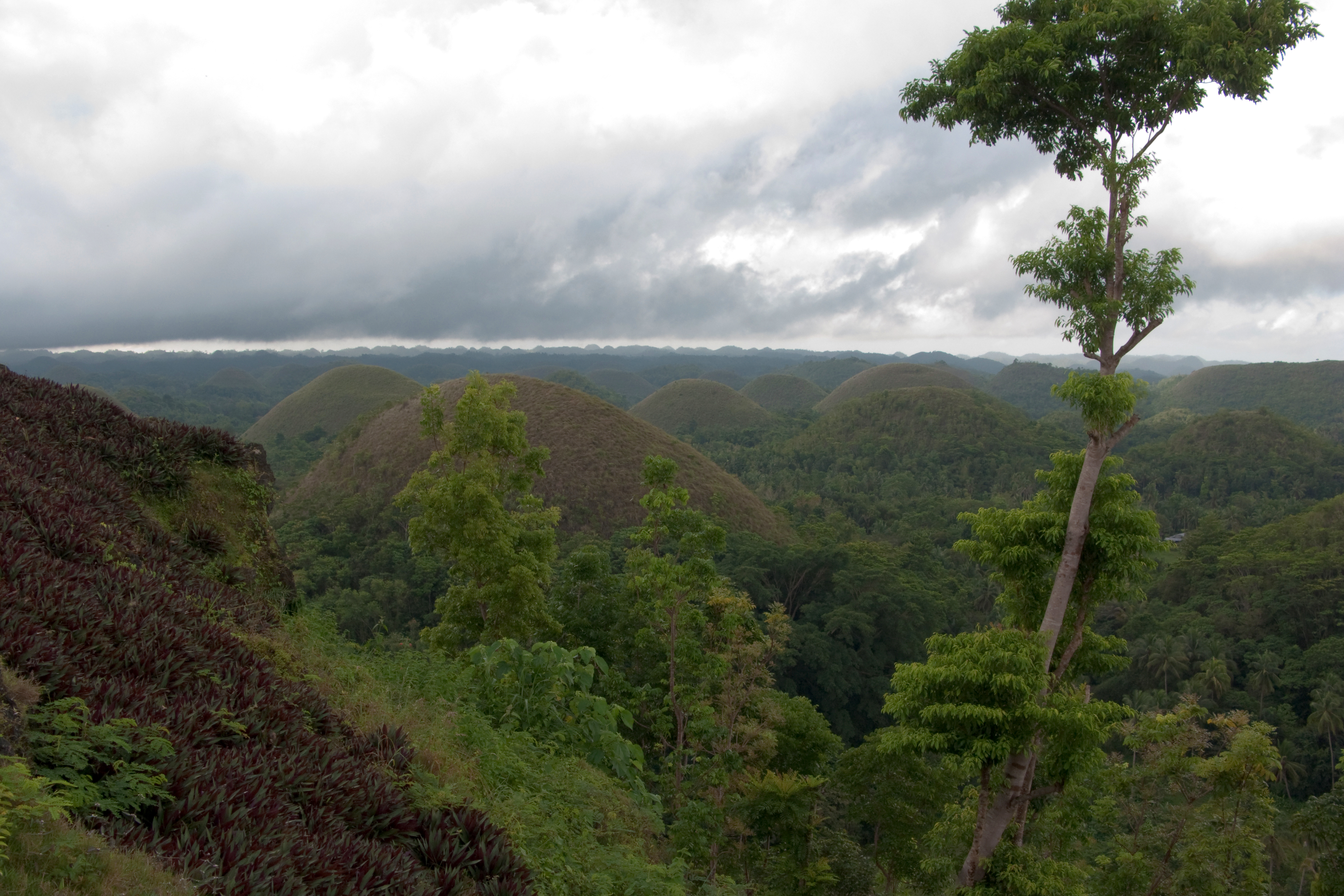
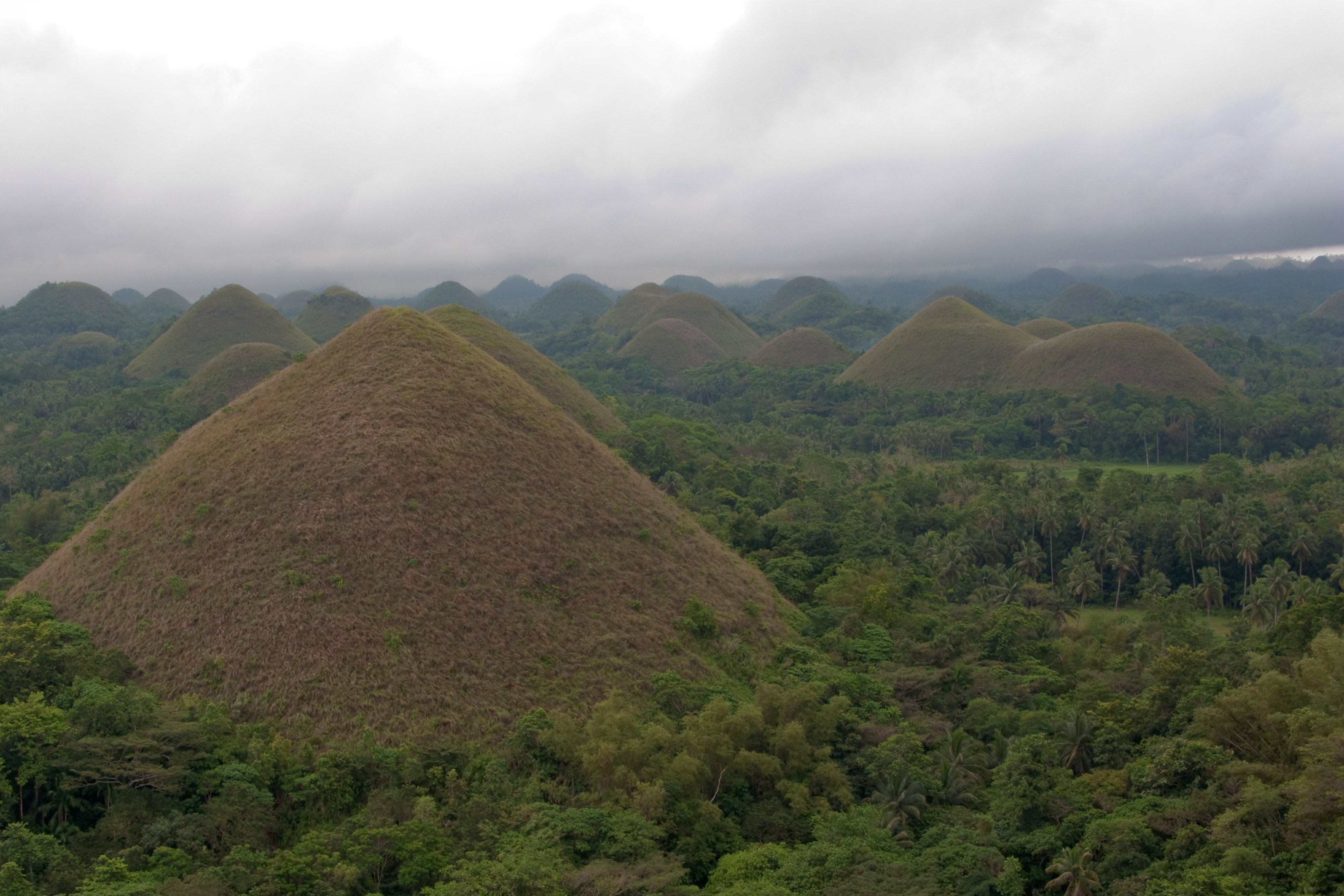
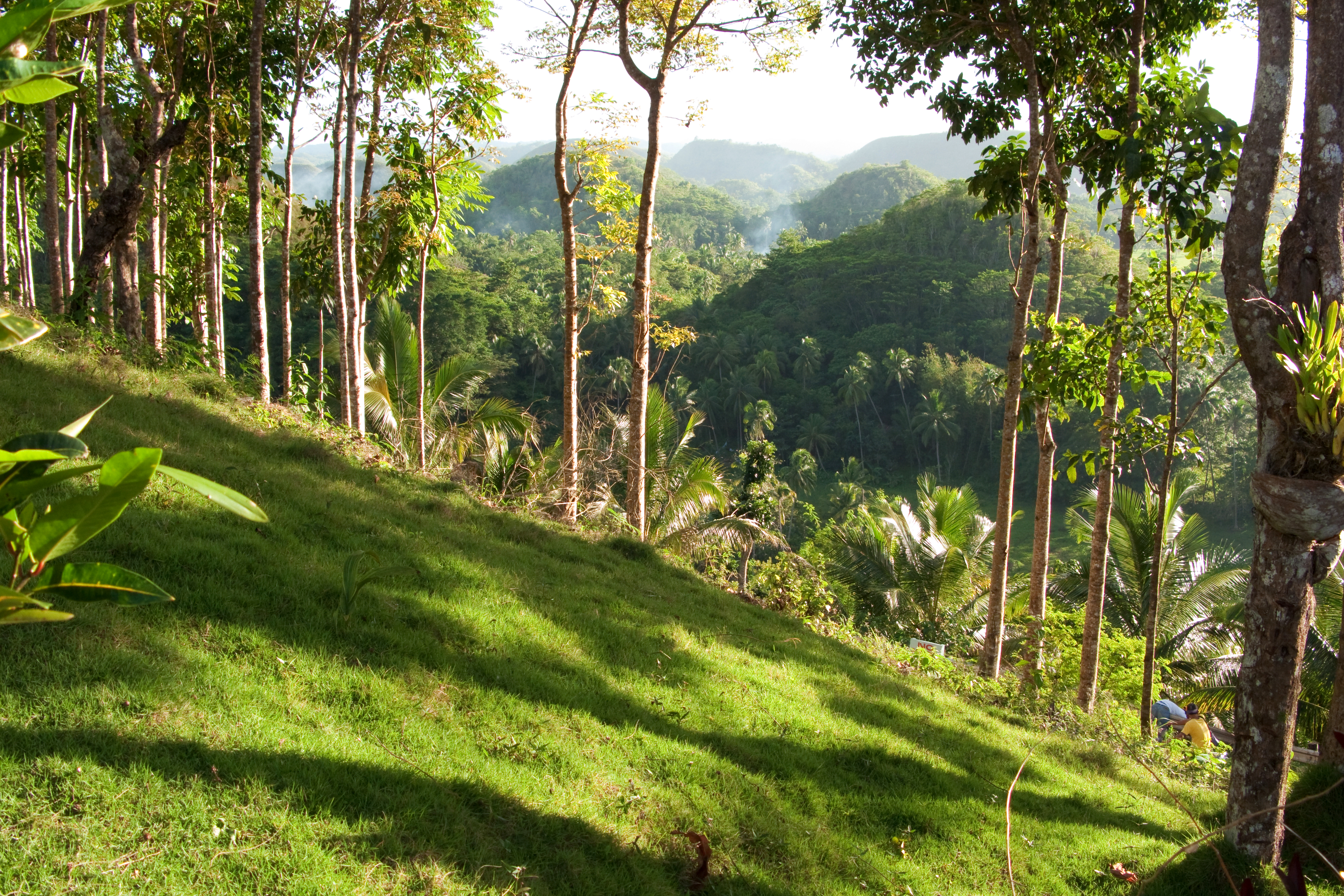
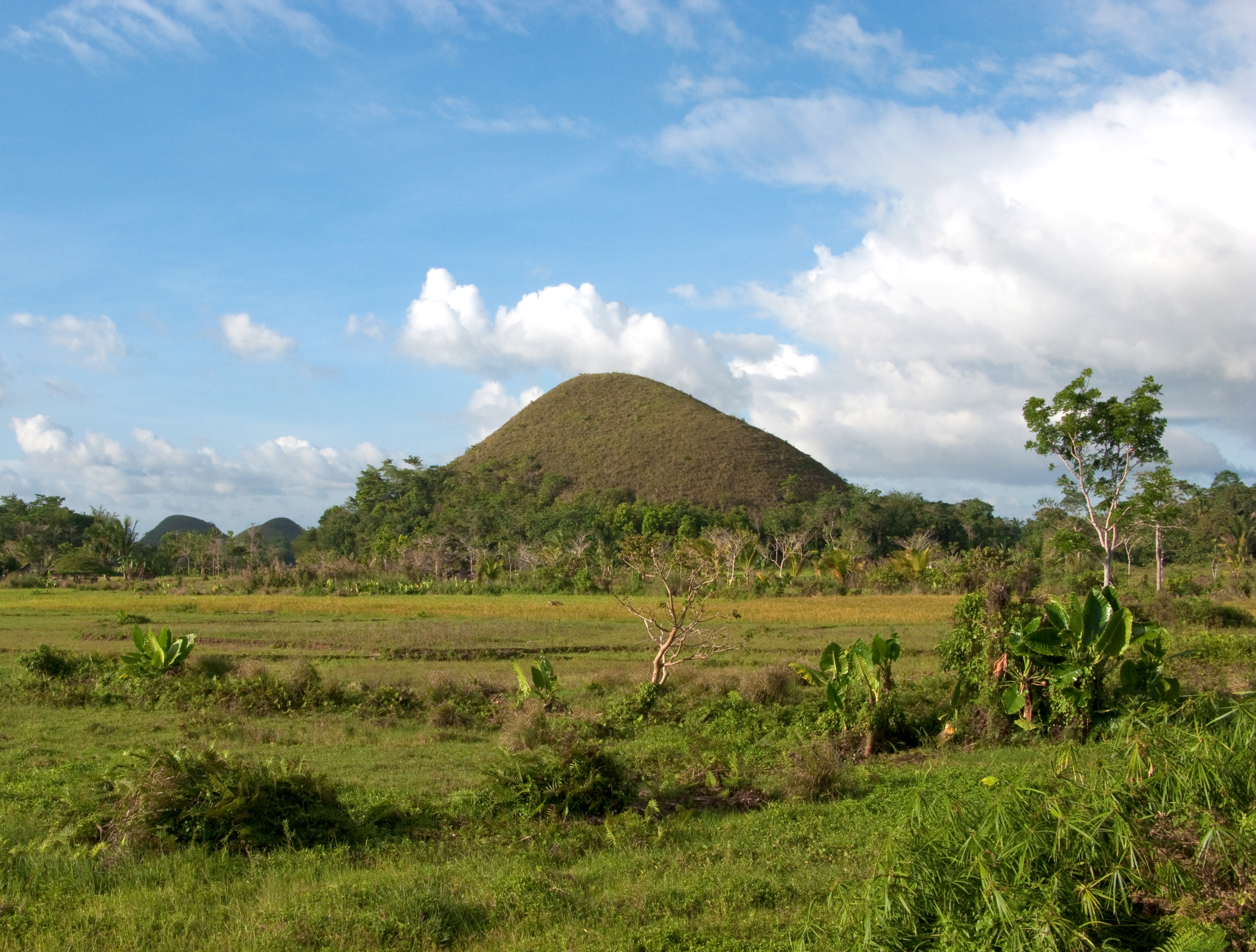